# Deborah Shelton
Deborah Shelton (n. 21 noiembrie 1948, Norfolk, Virginia, USA) este o actriță americană.

## Date biografice
Deborah Shelton, în anul 1966 urmează cursurile la "Norview Senior High School". În anul 1970 va fi aleasă Miss USA și într-o dispută strânsă va candida și pentru titlul de Miss Universe. Deputează în anul 1976 ca actriță, urmând să joace deferite roluri în filme seriale TV, dintre care cele mai cunoscute fiind rolul lui Mandy Winger, din serialul Dallas. În 1988 va fi învitată în Germania pentru a juca alături de Thomas Gottschalk în filmul "Zärtliche Chaoten II". Deborah Shelton are doi copii și a fost căsătorită cu compozitorul "Shuki Levy".

## Filmografie
- 1979: Columbo – Mrs. Columbo
- 1982: Das Monster aus der Tiefe (Monstrul din adâncime)
- 1982: Frank Buck – Aventură în Malaysia
- 1982: Fantasy Island
- 1982: T.J. Hooker
- 1983: Cheers
- 1983: Ein Colt für alle Fälle (În orice caz un colt)
- 1983: Love Boat
- 1984–87: Dallas
- 1984: Der Tod kommt zweimal (Moartea vine de două ori)
- 1984: Trio mit vier Fäusten (Trio cu patru pumni)
- 1988: Velvet Dreams – (Când visul se termină mortal)
- 1988: Zärtliche Chaoten II
- 1992: Nemesis
- 1992: Blind Vision – (Hobby mortal)
- 1993: Parfüm des Todes (Parfumul morții)
- 1993: Sins of the Night - (Perechea de noapte)
- 1994: Circuitry Man
- 1995: Der schwarze Fluch (Blestemul negru)
- 1996: High Tide – (Un duo reușit)
- 1997: Pacific Blue – (Polițiștii de ștrand)
- 1999: Malibu
- 2000: Pensacola – (Aripi de oțel)
- 2000: Sacrifice – Sweetwater-Killer
- 2002: Ready to Rumble
- 2002: Shakedown
- 2008: Nip/Tuck – Frumusețea are prețul ei